# مورزاگولوو
مورزاگولوو (به لاتین: Murzagulovo) یک منطقهٔ مسکونی در روسیه است که در باشقیرستان واقع شده‌است.